# 大道 (越谷市)
大道（おおみち）は、埼玉県越谷市の大字。郵便番号は343-0035。

## 地理
埼玉県の東部地域で、越谷市の北部に位置する。西から南の境界を元荒川が流れる。全域が西大袋土地区画整理事業による造成エリアとなっており、宅地化が進む。中心部には調節池を備えた公園が整備された。北端を須賀用水が流れる。

## 歴史
かつては大道村だった。
- 1889年（明治22年）4月1日 - 町村制施行により、大房村、三野宮村、大竹村、大道村、大林村、袋山村、恩間村、恩間新田が合併し南埼玉郡大袋村大字大道となる。
- 1954年（昭和29年）11月3日 - 大袋村が南埼玉郡越ヶ谷町、大沢町、新方村、桜井村、出羽村、蒲生村、大相模村、増林村と合併し、越谷町の大字となる。
- 1958年（昭和33年）11月3日 - 越谷町が市制施行し、越谷市の大字となる。
- 1981年（昭和56年）12月19日 - 千間台土地区画整理事業の換地処分に伴い、大字大道の一部が千間台西となる[4]。

## 世帯数と人口
2022年（令和4年）3月1日現在の世帯数と人口は以下の通りである。
| 町丁 | 世帯数    | 人口    |
| ---- | --------- | ------- |
| 大道 | 1,340世帯 | 3,351人 |

## 小・中学校の学区
市立小・中学校に通う場合、学区（校区）は以下の通りとなる。
| 番地 | 小学校             | 中学校             |
| ---- | ------------------ | ------------------ |
| 全域 | 越谷市立大袋小学校 | 越谷市立大袋中学校 |

## 交通

### 鉄道
地内に鉄道は敷設されていない。最寄り駅は大袋駅となっている。

### 道路
- 埼玉県道325号大野島越谷線
- 大袋西口通り
- 須賀川通り

## 施設
- 越谷市消防本部大袋分署
- 大道神社
  - 大道集会所
- 八坂神社
- 西大袋調節池
- 西大袋第三公園
- 西大袋第九公園